# Kevin Hays (Speedcuber)
Kevin Hays (* 12. Mai 1994) ist ein US-amerikanischer Speedcuber, der als Experte im Lösen von großen Zauberwürfeln (5x5x5, 6x6x6 und 7x7x7) bekannt ist. Er gewann 6 Goldmedaillen bei Zauberwürfel-Weltmeisterschaften und stellte 21 Weltrekorde auf.

## Leben
Hays wuchs in Renton, Washington auf, wo er im Januar 2009 mit dem Speedcubing begann. Er studierte an der Washington University in St. Louis.
Bei seinem ersten Turnier, den US Nationals 2009, wurde er Vierter in der Disziplin 6x6x6 und kam bei der Disziplin 5x5 ins Finale. Im nächsten Sommer bei den United States Rubik's Cube Championships 2010 wurde er Erster in der Disziplin 6x6x6 mit einer Zeit von 2 Minuten und 36,44 Sekunden. In den US Nationals 2011 stellte er zwei Weltrekorde in der Disziplin 6x6x6 mit den Zeiten 2 Minuten 2,31 Sekunden Single (einzelner Versuch) und 2 Minuten 9,03 Sekunden Mean (Durchschnitt aus 3 Versuchen) auf.
Im Finale der Disziplin 6x6x6 bei den Speedcubing-Weltmeisterschaften 2011, der ersten Weltmeisterschaft, an der Hays teilnahm, wurde er, trotz des 6x6x6 Weltrekordes, den er bei den US Nationals 2011 aufstellte, Letzter, mit dem Ergebnis DNF (Nicht vollständig gelöst). Im 7x7x7 wurde er Zweiter mit einer durchschnittlichen Zeit von 3 Minuten und 46,99 Sekunden. Bei den US Nationals 2012 gewann er im 4x4x4, 5x5x5, 6x6x6, und 7x7x7. In den US Nationals 2014, 2015 und 2016 gewann er im 5x5x5, 6x6x6, und 7x7x7 und in den CubingUSA Nationals 2017 im 6x6x6, und 7x7x7
Bei den Speedcubing-Weltmeisterschaften 2013 wurde Hays zur ersten Person, die in einer Weltmeisterschaft in 5x5x5, 6x6x6 und 7x7x7 gewann. Den Titel des 7x7x7 Weltmeisters hielt Hays bis zu den Speedcubing-Weltmeisterschaften 2017, in denen er Zweiter nach Feliks Zemdegs wurde, und den des 6x6x6 Weltmeisters bis zu den Speedcubing-Weltmeisterschaften 2019, in denen er Zweiter nach Max Park wurde.
Hays brach den Weltrekord im 6x6x6 Single 6 Mal und im Mean 9 Mal. Von 2011 bis 2016 war Hays der einzige Weltrekordhalter in der Disziplin 6x6x6 Single und brachte den Weltrekord von einer Minute 54,81 Sekunden auf eine Minute 32,77 Sekunden herunter.
2019 nahm er an der US-amerikanischen Fernsehshow Mental Samurai teil und erreichte dort die zweite Runde.

## Nennenswerte Ergebnisse

### Weltrekorde
| Disziplin | Typ    | Zeit in Minuten:Sekunden | Turnier                                   | Datum             |
| --------- | ------ | ------------------------ | ----------------------------------------- | ----------------- |
| 6x6x6     | Single | 1:32,77                  | Asian Championship 2016                   | 1. Oktober 2016   |
| 6x6x6     | Single | 1:33,55                  | Indiana 2015                              | 12. Juni 2015     |
| 6x6x6     | Single | 1:40,86                  | Vancouver Summer 2013                     | 3. August 2013    |
| 6x6x6     | Single | 1:49,46                  | Couve Cubing 2012                         | 5. Mai 2012       |
| 6x6x6     | Single | 1:54,81                  | Vancouver Winter 2011                     | 10. Dezember 2011 |
| 6x6x6     | Single | 2:02,31                  | United States National Championships 2011 | August 12, 2011   |
| 6x6x6     | Mean   | 1:34,21                  | Lexington Summer 2017                     | 1. Juli 2017      |
| 6x6x6     | Mean   | 1:42,36                  | Asian Championship 2016                   | 1. Oktober 2016   |
| 6x6x6     | Mean   | 1:45,98                  | World Championship 2015                   | 14. Juni 2015     |
| 6x6x6     | Mean   | 1:46,41                  | World Championship 2015                   | 17. Juli 2015     |
| 6x6x6     | Mean   | 1:51,30                  | Vancouver Summer 2013                     | 3. August 2013    |
| 6x6x6     | Mean   | 1:55,13                  | Couve Cubing 2012                         | 5. Mai 2012       |
| 6x6x6     | Mean   | 2:00,43                  | Lynden Open 2012                          | 4. Februar 2012   |
| 6x6x6     | Mean   | 2:02,13                  | Vancouver Winter 2011                     | 10. Dezember 2011 |
| 6x6x6     | Mean   | 2:09,03                  | United States National Championships 2011 | 12. August 2011   |
| 7x7x7     | Single | 1:57,76                  | Rose City 2018                            | 9. Juni 2018      |
| 7x7x7     | Single | 1:59,95                  | CubingUSA Heartland Championship 2018     | 10. März 2018     |
| 7x7x7     | Mean   | 2:08,71                  | CubingUSA Heartland Championship 2018     | 10. März 2018     |
| 7x7x7     | Mean   | 2:15,07                  | Puget Sound Fall 2017                     | 2. September 2017 |
| 7x7x7     | Mean   | 2:42,85                  | Clock N' Stuff 2015                       | 23. Mai 2015      |
| 7x7x7     | Mean   | 2:54,77                  | World Championship 2013                   | 28. Juli 2013     |
| Quelle:   |        |                          |                                           |                   |

### Weltmeisterschafts-Podien
Die entscheidenden Zeiten sind fett hervorgehoben.
| Jahr    | Disziplin | Platz | Durchschnittszeit in Minuten:Sekunden | Alle Zeiten in Minuten:Sekunden | Alle Zeiten in Minuten:Sekunden | Alle Zeiten in Minuten:Sekunden | Alle Zeiten in Minuten:Sekunden | Alle Zeiten in Minuten:Sekunden |
| ------- | --------- | ----- | ------------------------------------- | ------------------------------- | ------------------------------- | ------------------------------- | ------------------------------- | ------------------------------- |
| 2019    | 6x6x6     | 2     | 1:27,02                               | 1:18,42                         | 1:30,94                         | 1:31,69                         |                                 |                                 |
| 2017    | 6x6x6     | 1     | 1:35,34                               | 1:32,00                         | 1:36,27                         | 1:37,75                         |                                 |                                 |
| 2017    | 7x7x7     | 2     | 2:25,83                               | 2:28,18                         | 2:21,55                         | 2:27,76                         |                                 |                                 |
| 2015    | 5x5x5     | 2     | 55,66                                 | 51,26                           | 57,76                           | 54,77                           | 54,45                           | 1:02,12                         |
| 2015    | 6x6x6     | 1     | 1:45,98                               | 1:43,04                         | 1:51,66                         | 1:43,23                         |                                 |                                 |
| 2015    | 7x7x7     | 1     | 2:45,36                               | 2:45,36                         | 2:41,89                         | 2:50,43                         |                                 |                                 |
| 2013    | 5x5x5     | 1     | 1:01,81                               | 1:01,43                         | 1:01,64                         | 1:10,17                         | 1:00,53                         | 1:02,35                         |
| 2013    | 6x6x6     | 1     | 1:56,14                               | 1:52,92                         | 2:03,09                         | 1:52,42                         |                                 |                                 |
| 2013    | 7x7x7     | 1     | 2:54,77                               | 2:42,80                         | 2:56,39                         | 3:05,13                         |                                 |                                 |
| 2011    | 7x7x7     | 2     | 3:46,99                               | 3:37,52                         | 3:51,19                         | 3:52,27                         |                                 |                                 |
| Quelle: |           |       |                                       |                                 |                                 |                                 |                                 |                                 |